# Feministische Partei Die Frauen
Feministische Partei Die Frauen (zapis stylizowany: Feministische Partei DIE FRAUEN) – niemiecka partia feministyczna. Istnieje od 1995 roku.

Logo

## Historia
Partia została założona na zjeździe w Kassel 10-11 czerwca 1995 roku. Dwa lata później przyłączyła się do niej istniejąca od 1979 roku Partia Kobiet (Frauenpartei).
W wyborach startuje samodzielnie, choć nie zawsze udaje jej się wystawić listy we wszystkich okręgach. Od momentu powstania nie udało jej się wprowadzić własnych przedstawicieli ani do Bundestagu, ani do Parlamentu Europejskiego. W wyborach do Bundestagu w roku 1998 i 2002 zdobyła 0,1% głosów, zaś w roku 2006 tylko 0,06% głosów. W wyborach do Parlamentu Europejskiego w 2004 roku zdobyła 0,6% głosów, przekraczając półprocentowy próg uprawniający do dotacji z budżetu.
Od 2001 roku dysponuje jednym mandatem w radzie miasta Darmstadt.

## Program
Ideologia partii odwołuje się do koncepcji „feministycznej demokracji”, opartej na trzech zasadach:
- udział kobiet we władzy
- sprawiedliwość w relacjach między płciami: zakaz dyskryminacji, równość szans, finansowa niezależność kobiet od mężczyzn
- feministyczna krytyka dominacji: dążenie do zbudowania wolnego od panowania społeczeństwa, w którym nikt nie będzie żyć z eksploatacji kobiet, innych narodów i przyrody

## Struktura
Partia jest zarządzana kolektywnie. Najwyższym organem jest Federalne Zgromadzenie Członkiń (Bundesmitfrauenversammlung). Na co dzień partia reprezentowana jest przez Grono Rzeczniczek (Bundessprecherinnenrunde) liczące od 3 do 6 osób. Do Grona Rzeczniczek z urzędu należy skarbniczka partii. Posiada również organ doradczy – Grono Mądrych Kobiet (Die Runde der Weisen Frauen).